# Geradezugverschluss
Der Geradezugverschluss (auch Geradzugverschluss) ist eine Bauart des Zylinderverschlusses bei Schusswaffen.

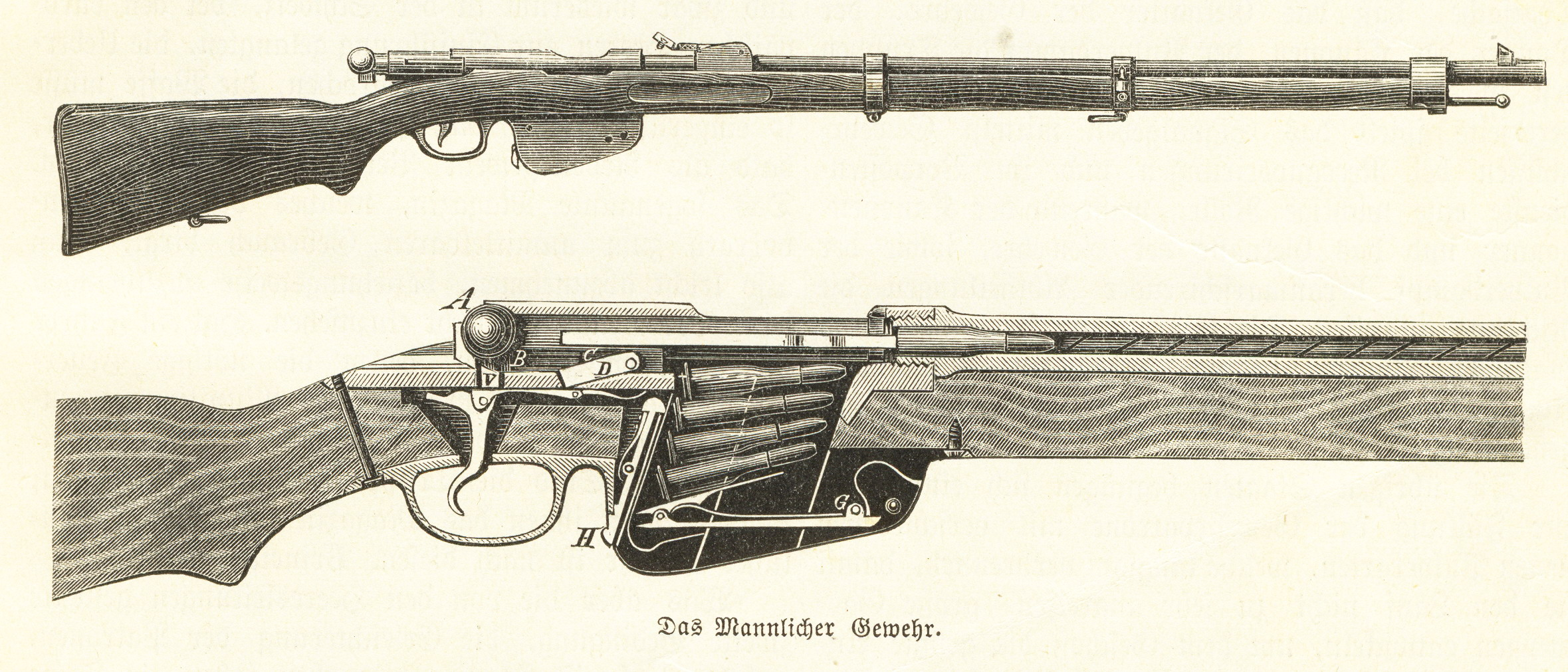
Mannlicher Mehrladegewehr mit Stützklappenverschluss

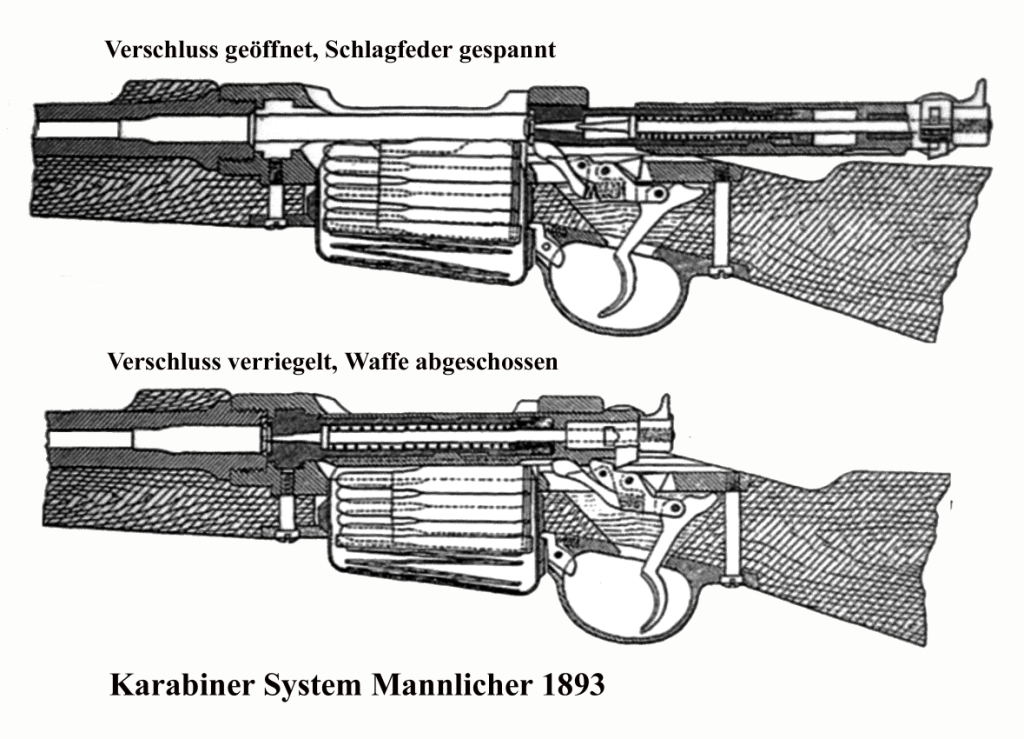
Mannlicher Drehkopfverschluss 1893

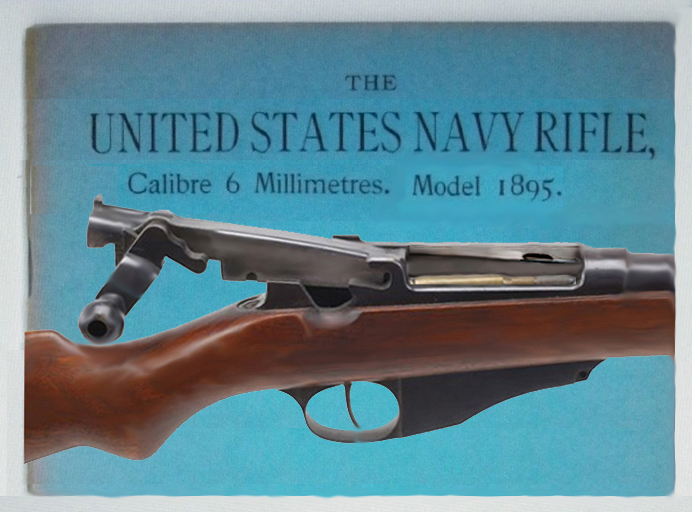
Lee Navy Gewehr Modell 1895

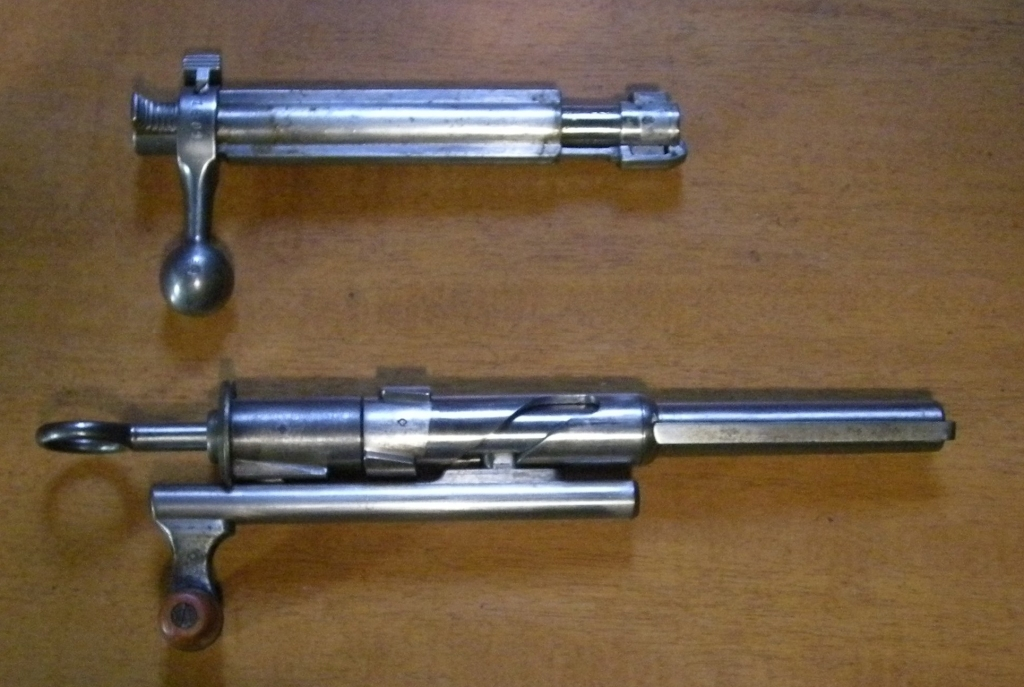
Vergleich der Verschlüsse, oben Mannlicher, unten Schmidt-Rubin

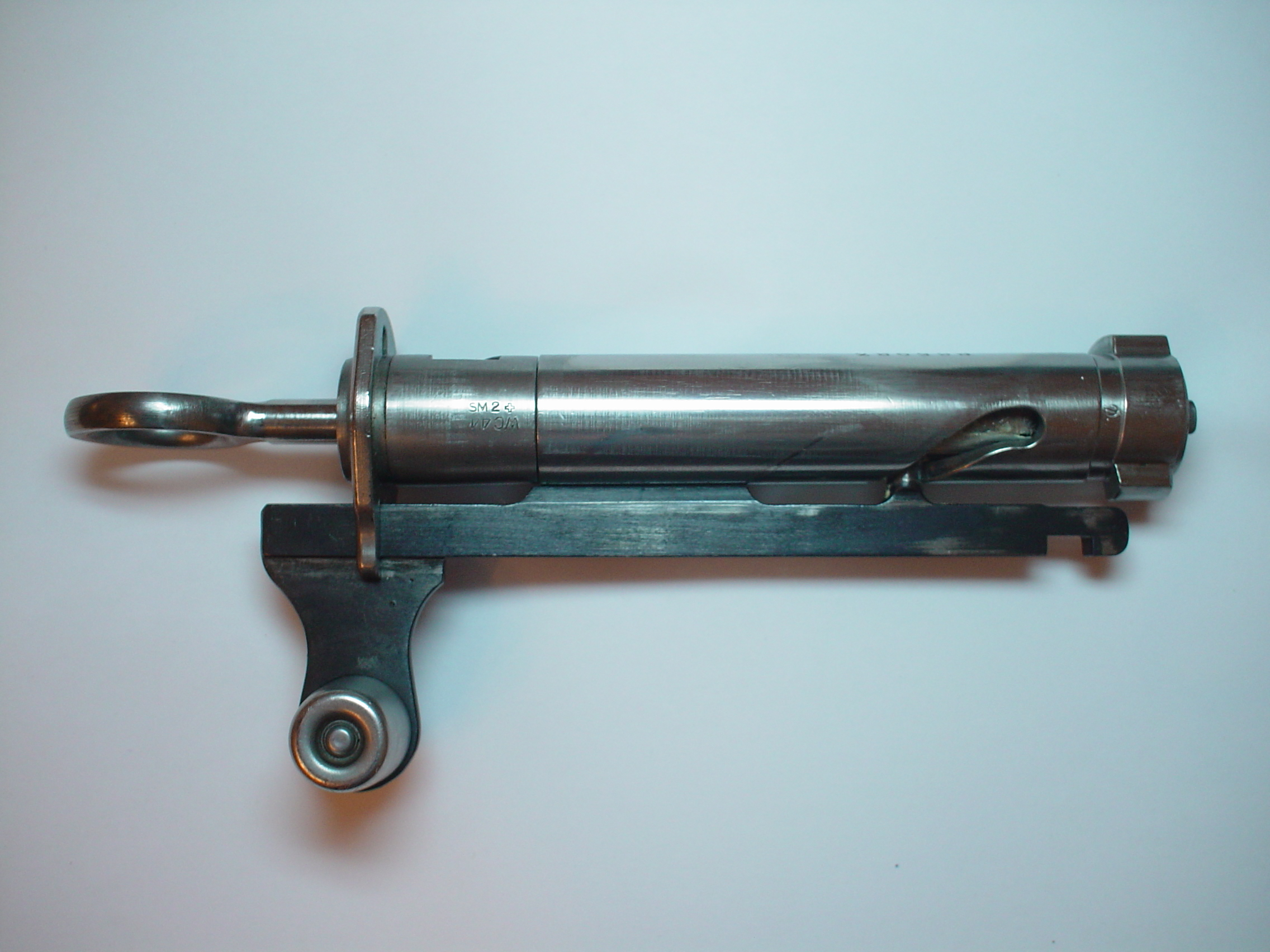
Geradzugverschluss des K31 mit sichtbarer Schraubennut

## Frühe Modelle
Die ersten Gewehre mit Geradezugverschluss waren die frühen Mannlicher-Armeegewehre (Österreich, Modell 1886, 1888, 1888/90). Bei diesen wurde der Rücklauf des Verschlusses mit einer Stützklappe, die sich im Verschlussgehäuse abstützte, verhindert.
Die Winchester Repeating Arms Company stellte ab 1895 ein Gewehr System Lee mit Geradezugverschluss und Kastenmagazin in etwa 20.000 Exemplaren her, von denen 15.000 Stück, das Lee-Navy Musket Mod. 1895 im Kaliber .236 USN (6 mm), an die US-Marine geliefert wurden. Dieses Gewehr hatte keinen Zylinderverschluss, sondern einen vierkantigen Verschlussblock, der hinter dem Magazin im Verschlussgehäuse abgestützt war. Durch Zurückziehen des Ladehebels wurde er zum Entriegeln hinten hochgeklappt.
Diese und andere Systeme waren dem Zylinderverschluss nach dem Prinzip der Mauser-System-98-Waffen unterlegen, da bei ihnen keine Lockerung festgesessener Hülsen durch primäre Extraktion möglich war. Auch die mechanische Beanspruchung der ungenügend dimensionierten Verriegelungselemente sowie die zu große Distanz zwischen Verschlusskopf und Abstützung des Verschlusses, die beim Schuss zu Vibrationen der Waffe führten, waren einer weiteren Verbreitung dieser Systeme unzuträglich.

## Geradezugverschluss auf Grundlage des Drehkopfverschlusses
Diese Bauart greift auf das Verriegelungsprinzip eines Drehkopfverschlusses zurück. Dabei wird der drehbare Verschlusskopf, ähnlich wie beim herkömmlichen Zylinderverschluss, durch die Vorwärtsbewegung desselben in die Verschlusshülse eingeführt. Dies erfolgt, anders als beim Zylinderverschluss nach dem Prinzip des Mauser Systems 98, durch eine lineare Bewegung des Verschlussstücks, ohne die bei Repetiersystemen sonst übliche axiale Drehung mittels des Kammerstängels. Dazu ist in den Verschlusskopf eine Schraubennut eingefräst, in die ein Zapfen in der Aussenhülse des Verschlusses (System Mannlicher) oder direkt am Kammerstängel (Schmidt-Rubin) eingreift und für die axiale Drehung zur Verriegelung des Systems sorgt.
Erfolgreiche Militärgewehre nach diesem Prinzip waren die österreichischen Gewehre mit dem System Mannlicher mit Drehkopfverschluss, allen voran das Mannlicher Modell 1895 nach dem Konstrukteur Ferdinand Ritter von Mannlicher und in der Schweiz der Mannlicherkarabiner 1893.
Ab 1889 wurden die in der Schweiz entwickelten  Schmidt-Rubin-Geradezugsystem Gewehre Mod. 1889, 1896, 1911, der Karabiner 11 und der später von Adolf Furrer entwickelte Karabiner 31 im Kaliber 7,5 × 55 mm Swiss eingesetzt.
Weniger Erfolg hatte das kanadische Ross-Gewehr Mod. 1905 Mk. II und Mod. 1910 Mk. III, beide wurden schon 1916 ausgemustert. Sein Verschluss konnte falsch zusammengesetzt werden, worauf er nicht richtig verriegelte, was fatale Folgen hatte.

## Spätere Varianten

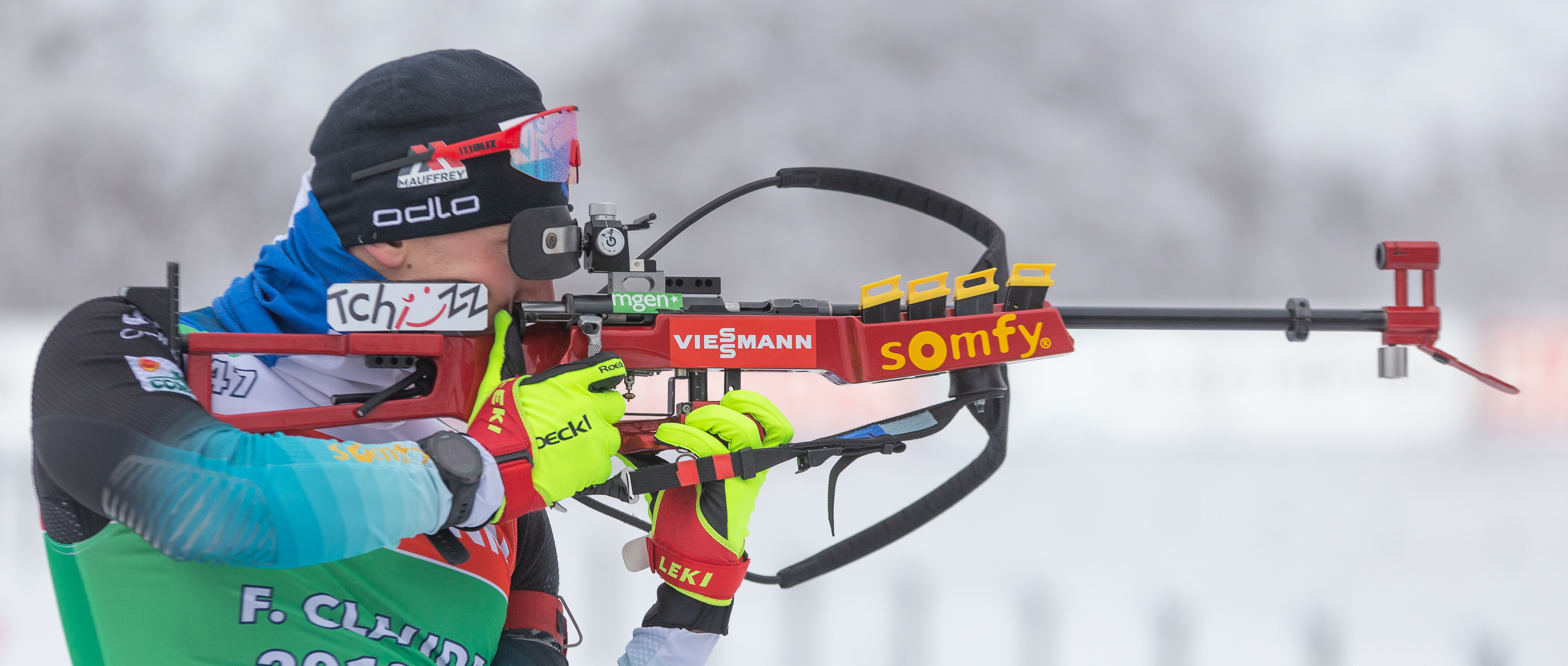
Anschütz-Biathlongewehr mit Geradezugverschluss

Moderne Formen des Geradezugverschlusses finden sich bei Jagd- und Sportwaffen. So entwickelte der Büchsenmacher Peter Fortner 1984 ein Biathlongewehr mit einem Geradezugverschluss, der auf dem Prinzip des Rollenverschlusses aufbaut. Dieser Verschluss ermöglicht durch den vereinfachten Bewegungsablauf eine schnellere Schussfolge im Wettkampf. Die Konstruktion erwies sich als überaus erfolgreich, und bis 2007 wurden etwa 7000 dieser Waffen hergestellt. Ziel der Entwicklung war es, den technischen Rückstand gegenüber den Biathlongewehren des sowjetischen Herstellers Baikal und den Gewehren des Jagdwaffenwerkes Suhl wettzumachen, deren Kniegelenkverschlüsse sehr schnelles Repetieren ermöglichten. Seit der Markteinführung der Blaser R93 im Jahre 1993 hat sich das System bei Jagdbüchsen etabliert und wird von verschiedenen Herstellern verwendet.